# De Dion-Bouton Type CF
Der De Dion-Bouton Type CF ist ein Pkw-Modell aus der Anfangszeit des 20. Jahrhunderts. Hersteller war De Dion-Bouton aus Frankreich.

## Beschreibung
Die Zulassung durch die nationale Zulassungsbehörde erfolgte entweder am 19. Juli oder 29. Juli 1909. Vorgänger war der Type BQ.
Der Vierzylindermotor hat 66 mm Bohrung, 100 mm Hub und 1368 cm³ Hubraum. Er war damals in Frankreich mit 10 Cheval fiscal (Steuer-PS) eingestuft. Er ist vorne im Fahrgestell montiert und treibt über ein Dreiganggetriebe und eine Kardanwelle die Hinterräder an. Der Wasserkühler ist direkt vor dem Motor hinter einem deutlich sichtbaren Kühlergrill.
Die Basis bildet ein Pressstahlrahmen. Der Radstand beträgt wahlweise 2670 mm oder 2920 mm und die Spurweite 1285 mm. Je nach Radstand ist eine Fahrzeuglänge von 3400 mm oder 3650 mm bekannt. Die Reifengröße betrug 760x90. Das Fahrzeug erreichte eine Höchstgeschwindigkeit von 40 km/h bis 45 km/h.
Bekannt sind Aufbauten als Doppelphaeton und Landaulet.
Das Modell wurde bis 1910 produziert.